# 许昌晨报
《许昌晨报》是许昌日报社主办的一份综合性晚报类彩色报纸，周一至周五出版。

## 简介
晨报由8个新闻版和8个专题版面组成，周一至周三16版，周四、周五24版。新闻版涵盖本地新闻、国内外重大政治、经济、文化、军事、体育等事件。每周四推出8个电视节目专版，专版内容涉及消费、健康、美食、财经、金融、家居、IT、通信、房产等各方面，以服务百姓和商家。